# Sky Eats Airplane
Gli Sky Eats Airplane sono stati un gruppo musicale statunitense formatosi nel 2005 a Fort Worth, in Texas, e scioltosi nel 2011.

## Formazione

### Ultima
- Bryan Zimmerman – voce (2009-2011)
- Lee Duck – chitarra solista, tastiera, sintetizzatore, programmazione, voce secondaria (2005-2011)
- Zack Ordway – chitarra ritmica, tastiera, programmazione (2006-2011)
- Elliot Coleman – basso, voce secondaria (2009-2011)
- Travis Orbin – batteria, percussioni (2009-2011)

### Ex componenti
- Brack Cantrell – voce, chitarra ritmica, basso, tastiera, sintetizzatore, programmazione (2005-2006)
- Jerry Roush – voce (2006-2009)
- Johno Erickson – basso (2006-2009)
- Kenny Schick – batteria (2006-2009)

## Discografia

### Album in studio
- 2006 – Everything Perfect on the Wrong Day
- 2008 – Sky Eats Airplane

### EP
- 2010 – The Sound of Simmetry